# 김중협
김중협(1938년 ~ )은 조선민주주의인민공화국의 정치인이다. 조선로동당 중앙위원회 위원 겸 중앙정무국 문서정리실 실장이다.

## 경력
1938년 함경남도에서 태어났다. 1992년 12월, 조선로동당 중앙위원회 후보위원을 거쳐 2003년 최칠남 후임으로 로동신문 책임주필에 임명되었다. 2010년 로동신문 책임주필에서 해임되고, 9월에 당 중앙위 후보위원에서도 해임되었다. 2016년 5월, 조선로동당 제7차 대회에서 조선로동당 중앙위원회 위원 겸 중앙정무국 문서정리실 실장에 임명되었다.

## 최고인민회의 대의원
2009년 4월 최고인민회의 제12기 대의원과 2014년 3월에 제13기 대의원을 지냈다.